# Marie-Thérèse-Louise de Savoie-Carignan
Marie-Thérèse-Louise de Savoie-Carignan (ur. 8 września 1749 w Turynie, zm. 3 września 1792 w Paryżu) – francuska arystokratka z dynastii sabaudzkiej, przyjaciółka Marii Antoniny, królowej Francji.

## Życiorys

### Pochodzenie i młodość
Urodziła się jako Maria Luisa Teresa di Savoia, pół Włoszka, pół Niemka. Była czwartą córką Ludwika Wiktora Sabaudzkiego, księcia Carignan i Krystyny, landgrafini Hesse-Rheinfels-Rothenburg. Wywodziła się z bocznej linii dynastii sabaudzkiej – książąt Carignano, która brała swój początek od Tomasza Franciszka (syna Karola Emanuela I Wielkiego, księcia Sabaudii) i jego żony – Marii Burbon-Soissons.
Była żoną Ludwika Aleksandra, księcia Lamballe – syna bogatego Ludwika, księcia de Penthièvre. Jego wczesna śmierć przyczyniła się do posiadania dużego majątku.

### Przyjaźń z Marią Antoniną
Maria Luiza poznała piętnastoletnią Marie Antoninę w wieku dwudziestu lat. Wiele lat później, gdy zawiązały się inne znajomości, Abbe de Vermond wyrzucał Marii Antoninie zły dobór przyjaciółek. Maria Antonina zignorowała uogólnienie i skoncentrowała się na obronie księżnej de Lamballe jako „czystej”. Jednakże królowa, która pragnęła sprawić przyjemność swojej przyjaciółce, zaczynała się nią nużyć. Maria Antonina coraz bardziej zaczęła przybliżać się do Yolande Polignac. Zgodnie z panującymi w Wersalu zasadami nie można było odebrać Marii Luizie raz przydzielonego tytułu nadzorczyni.
Gdy rodziło się pierwsze dziecko królowej, Maria Teresa, księżna de Lamballe jako główna ochmistrzyni miała prawo do natychmiastowej informacji. Do obowiązków księżnej należało osobiste powiadomienie o porodzie członków rodziny królewskiej oraz księżniczek i książąt krwi obecnych w pałacu. Księżna de Lamballe jako superintendentka gospodarstwa królowej przewodniczyła pochówkowi syna Marii Antoniny, Ludwika Józefa.

### Rewolucja francuska
Księżna de Lamballe podczas przymusowego pobytu Marii Antoniny w Tuileries próbowała zorganizować kilka wieczorków w swoich apartamentach, co należało do jej obowiązków jako superintendientki gospodarstwa. Maria Antonina chodziła na nie dopóki – według Madame Compan – nie zdenerwował jej widok angielskiego lorda bawiącego się pierścieniem zawierającym pasmo włosów królobójcy Cromwella.
Marii Luizy nie poinformowano o próbie ucieczki rodziny królewskiej, ponieważ w powszechnej opinii była zbyt mocno związana ze swoim szwagrem, Filipem Egalite, księciem Orleanu, wrogiem króla. Jednak mimo pomocy hrabiego Axela Fersena, Marii Antoninie i jej rodzinie nie udało się zbiec.
Księżna uciekła z Francji najpierw do Brukseli, potem do Aix, aż w końcu do Spa, gdzie zamieszkała jako hrabina d'Amboisse. Królowa wysłała do Marii Luizy pierścień, a w nim pasmo swoich włosów i informację: posiwiałe z nieszczęścia.

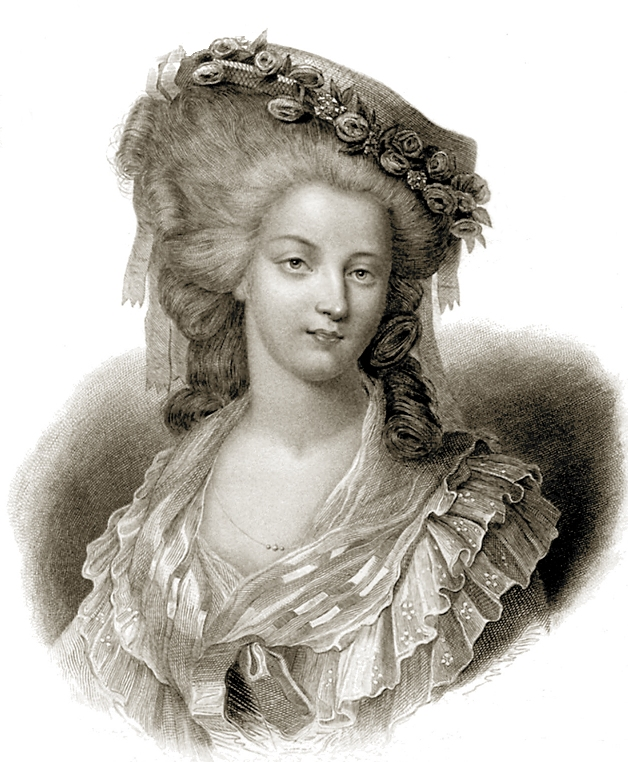
Maria Luiza

Antoine Barnave zaczął namawiać królową, iż powinna aktywnie zachęcać emigrantów do powrotu do kraju. Przekonywał też Marię Antoninę, aby wezwała ponownie księżnę de Lamballe, nadal tytularnie zajmującą stanowisko ochmistrzyni jej dworu. Trzeba było włożyć dużo wysiłku, by przekonać Marię Antoninę do tego pomysłu, ponieważ na początku bardzo mu się sprzeciwiała. We wrześniu napisała do swojej dawnej ulubienicy, użalając się, że „rasa tygrysów” opanowała całe królestwo i namawiała księżnę do pozostania za granicą za wszelką cenę. Nawet jeśli przyjęcie konstytucji, które stało się konieczne, miałoby przynieść kilka chwil odpoczynku od „tygrysów”, królowa nadal nie chciała, żeby księżna wpadła do ich klatki: „Ach, nie przyjeżdżaj, droga przyjaciółko, wróć tak późno, jak to tylko będzie możliwe, twoje serce przeżyje zbyt wielkie rozczarowanie, będziesz miała wiele powodów do opłakiwania mojego nieszczęsnego losu, ty, która kochasz mnie tak czule”. Trzy dni później znowu jej zabroniła wracać: „Nie i jeszcze raz nie, nie wracaj, moje drogie serce. Nie rzucaj się w paszczę tygrysa, dość mam już zmartwień o mojego męża i biedne dzieci”.
Niemniej 29 września królowa zgodziła się z Barnave'em, by księżna de Lamballe wróciła, dokonując tym samem „patriotycznego czynu i deklarując swoje intencje”. Miesiąc później w odpowiedzi na listy Marii Antoniny Lamballe opuściła Aix i w połowie listopada wróciła do Paryża, odwiedziwszy księcia de Penthièvre. Przez ostrożność najpierw spisała swój testament, przeznaczając wszystko na cele dobroczynne – na szpital Hotel Dieu i na opiekę nad swoimi pieskami. Zamieszkała w Tuileries, w apartamentach obok królowej.
Chociaż w niektórych kręgach natychmiast ją oskarżano, że wróciła dla lesbijskich praktyk, w rzeczywistości podjęła swoją zgodną z etykietą rolę u boku królowej, tak jak życzył sobie Barnave. Na mniej oficjalnym poziomie, jako wielbicielka psów, księżniczka przywiozła małego rudobiałego spanielka dla Marii Antoniny, by rozweselić Tuilers. W oczach opinii publicznej lojalność Marii Luizy wyraźnie kontrastowała z postawą książąt na emigracji. Księżna Lamballe uczestniczyła wraz z królową w obchodach zburzenia Bastylii, co dla rodziny królewskiej i jej otoczenia było niezwykle upokarzające.
Kiedy Marię Antoninę z rodziną przeprowadzono do wieży Temple, towarzyszyła im również Maria Luiza. Warunki w wieży były trudne. 19 sierpnia, gdy sprzymierzone armie przekroczyły granicę, niewielkie gospodarstwo w wieży otrzymało kolejny cios. Komisarze Komuny zapowiedzieli, że pozostali przy życiu słudzy, w tym księżna de Lamballe oraz damy dworu, zostaną zabrani na przesłuchanie. Maria Antonina prosiła, by zostawiono jej księżnę Marię Luizę jako krewną króla. Chciała chronić przyjaciółkę, która z jej winy znalazła się w tej niebezpiecznej sytuacji, uważając, że Wieża jest mniej groźna niż zwykłe więzienie. Kiedy jednak księżnę zabierano z innymi, królowa poprosiła markizę de Tourzel, żeby czuwała nad nią i starała się odpowiadać za nią na pytania, jeśli to tylko będzie możliwe. Księżna została zamknięta w więzieniu La Force.

### Śmierć
W 1792 r. nastąpił ataki mieszkańców Paryża na więzienia (masakry wrześniowe), również to, w którym przebywała Maria Luiza. Postawiona przed trybunałem odmówiła składania zeznań przeciwko monarchom. „Nie mam nic do powiedzenia, to, czy umrę wcześniej czy później mnie nie interesuje. Jestem gotowa poświęcić swoje życie”. Następnie skierowano ją do więzienia Abbaye. Kiedy znalazła się na podwórcu La Force, zgodnie ze świadectwem Madame Bault, która tam pracowała, „padła na ziemię uderzona kilka razy młotem w głowę, a wtedy wszyscy się na nią rzucili”.

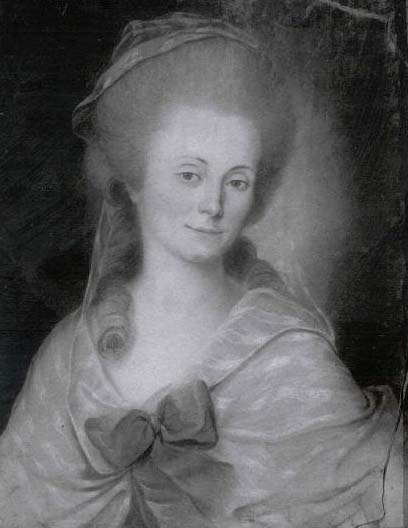
Księżniczka de Lamballe, portret autorstwa Élisabeth Vigée-Lebrun

Napastnicy odcięli jej głowę, zatknęli na pice i w pochodzie przed więzieniem Temple pokazali ją byłej królowej. Ludwik XVI wygłosił epitafium, w którym powiedział, że zachowanie księżniczki w „nieszczęsnym dla nas okresie” w pełni uzasadniało początkowy wybór, jakiego dokonała królowa, szukając przyjaciółki.

## Rodowód
| Maria Luisa Teresa di Savoia | Ojciec: Ludwik Wiktor Sabaudzki-Carignano          | Dziadek po mieczu: Wiktor Amadeusz I Sabaudzki-Carignano              | Pradziadek po mieczu: Emanuel Filibert Sabaudzki-Carignano                     | Prapradziadek po mieczu: Tomasz Franciszek Sabaudzki-Carignano   |
| Maria Luisa Teresa di Savoia | Ojciec: Ludwik Wiktor Sabaudzki-Carignano          | Dziadek po mieczu: Wiktor Amadeusz I Sabaudzki-Carignano              | Pradziadek po mieczu: Emanuel Filibert Sabaudzki-Carignano                     | Praprababcia po mieczu: Maria Burbon-Soissons                    |
| Maria Luisa Teresa di Savoia | Ojciec: Ludwik Wiktor Sabaudzki-Carignano          | Dziadek po mieczu: Wiktor Amadeusz I Sabaudzki-Carignano              | Prababcia po mieczu: Maria Katarzyna d’Este                                    | Prapradziadek po mieczu: Borso d’Este                            |
| Maria Luisa Teresa di Savoia | Ojciec: Ludwik Wiktor Sabaudzki-Carignano          | Dziadek po mieczu: Wiktor Amadeusz I Sabaudzki-Carignano              | Prababcia po mieczu: Maria Katarzyna d’Este                                    | Praprababcia po mieczu: Hipolita d’Este                          |
| Maria Luisa Teresa di Savoia | Ojciec: Ludwik Wiktor Sabaudzki-Carignano          | Babcia po mieczu: Maria Wiktoria Franciszka Sabaudzka                 | Pradziadek po mieczu: Wiktor Amadeusz II Sabaudzki                             | Prapradziadek po mieczu: Karol Emanuel II Sabaudzki              |
| Maria Luisa Teresa di Savoia | Ojciec: Ludwik Wiktor Sabaudzki-Carignano          | Babcia po mieczu: Maria Wiktoria Franciszka Sabaudzka                 | Pradziadek po mieczu: Wiktor Amadeusz II Sabaudzki                             | Praprababcia po mieczu: Joanna Chrzciciel Sabaudzka-Nemours      |
| Maria Luisa Teresa di Savoia | Ojciec: Ludwik Wiktor Sabaudzki-Carignano          | Babcia po mieczu: Maria Wiktoria Franciszka Sabaudzka                 | Prababcia po mieczu: Joanna Chrzciciel d'Albert de Luynes                      | Prapradziadek po mieczu: Ludwik Karol d'Albert de Luynes         |
| Maria Luisa Teresa di Savoia | Ojciec: Ludwik Wiktor Sabaudzki-Carignano          | Babcia po mieczu: Maria Wiktoria Franciszka Sabaudzka                 | Prababcia po mieczu: Joanna Chrzciciel d'Albert de Luynes                      | Praprababcia po mieczu: Anna de Rohan                            |
| Maria Luisa Teresa di Savoia | Matka: Krystyna Henryka Heska-Rheinfels-Rothenburg | Dziadek po kądzieli: Ernest Leopold Heski-Rheinfels-Rothenburg        | Pradziadek po kądzieli: Wilhelm Hessen-Rothenburg                              | Prapradziadek po kądzieli: Ernesto Hessen-Rheinfelds             |
| Maria Luisa Teresa di Savoia | Matka: Krystyna Henryka Heska-Rheinfels-Rothenburg | Dziadek po kądzieli: Ernest Leopold Heski-Rheinfels-Rothenburg        | Pradziadek po kądzieli: Wilhelm Hessen-Rothenburg                              | Praprababcia po kądzieli: Maria Eleonora Solms-Лих               |
| Maria Luisa Teresa di Savoia | Matka: Krystyna Henryka Heska-Rheinfels-Rothenburg | Dziadek po kądzieli: Ernest Leopold Heski-Rheinfels-Rothenburg        | Prababcia po kądzieli: Maria Anna Löwenstein-Wertheim                          | Prapradziadek po kądzieli: Ferdynand Löwenstein-Wertheim         |
| Maria Luisa Teresa di Savoia | Matka: Krystyna Henryka Heska-Rheinfels-Rothenburg | Dziadek po kądzieli: Ernest Leopold Heski-Rheinfels-Rothenburg        | Prababcia po kądzieli: Maria Anna Löwenstein-Wertheim                          | Praprababcia po kądzieli: Anna Maria Fürstenberg-Heiligenberg    |
| Maria Luisa Teresa di Savoia | Matka: Krystyna Henryka Heska-Rheinfels-Rothenburg | Babcia po kądzieli: Eleonora Maria Anna Löwenstein-Wertheim-Rochefort | Pradziadek po kądzieli: Maksymilian Karol Albert Löwenstein-Wertheim-Rochefort | Prapradziadek po kądzieli: Ferdynand Karol Löwenstein-Wertheim   |
| Maria Luisa Teresa di Savoia | Matka: Krystyna Henryka Heska-Rheinfels-Rothenburg | Babcia po kądzieli: Eleonora Maria Anna Löwenstein-Wertheim-Rochefort | Pradziadek po kądzieli: Maksymilian Karol Albert Löwenstein-Wertheim-Rochefort | Praprababcia po kądzieli: Anna Maria Fürstenberg-Heiligenberg    |
| Maria Luisa Teresa di Savoia | Matka: Krystyna Henryka Heska-Rheinfels-Rothenburg | Babcia po kądzieli: Eleonora Maria Anna Löwenstein-Wertheim-Rochefort | Prababcia po kądzieli: Poliksena Maria Lichtenberg und Belasi                  | Prapradziadek po kądzieli: Mateusz Khuen Lichtenberg und Gandegg |
| Maria Luisa Teresa di Savoia | Matka: Krystyna Henryka Heska-Rheinfels-Rothenburg | Babcia po kądzieli: Eleonora Maria Anna Löwenstein-Wertheim-Rochefort | Prababcia po kądzieli: Poliksena Maria Lichtenberg und Belasi                  | Praprababcia po kądzieli: Anna Zuzanna von Meggau zu Kreutzen    |